# Kokopelli (god)
|                         |  |                                                    |
| Een fallische Kokopelli |  | Petroglief van Kokopelli nabij Embudo (New Mexico) |

Kokopelli is een mannelijke vruchtbaarheidsgod uit verschillende indiaanse culturen in het zuidwesten van de Verenigde Staten. De god wordt meestal afgebeeld als een gebochelde fluitspeler met een grote fallus en veren of voelsprieten op zijn hoofd. Als vruchtbaarheidsgod beslist Kokopelli over domeinen als de bevalling en de landbouw. Daarnaast is hij een trickster-figuur en stelt hij de geest van de muziek voor.

Gestileerde Kokopellifiguur

Kokopelli komt voor in de Hopimythologie, waar hij vergezeld is van een partner, Kokopelmana. Ook de Zuni kennen Kokopelli. De Kokopellicultus gaat ten minste terug tot de tijd van de oude Pueblovolkeren. De oudste afbeeldingen van de figuur zijn te vinden op aardewerk van de prehistorische Hohokam-indianen uit de 8e of 9e eeuw n.Chr.